# 아레스

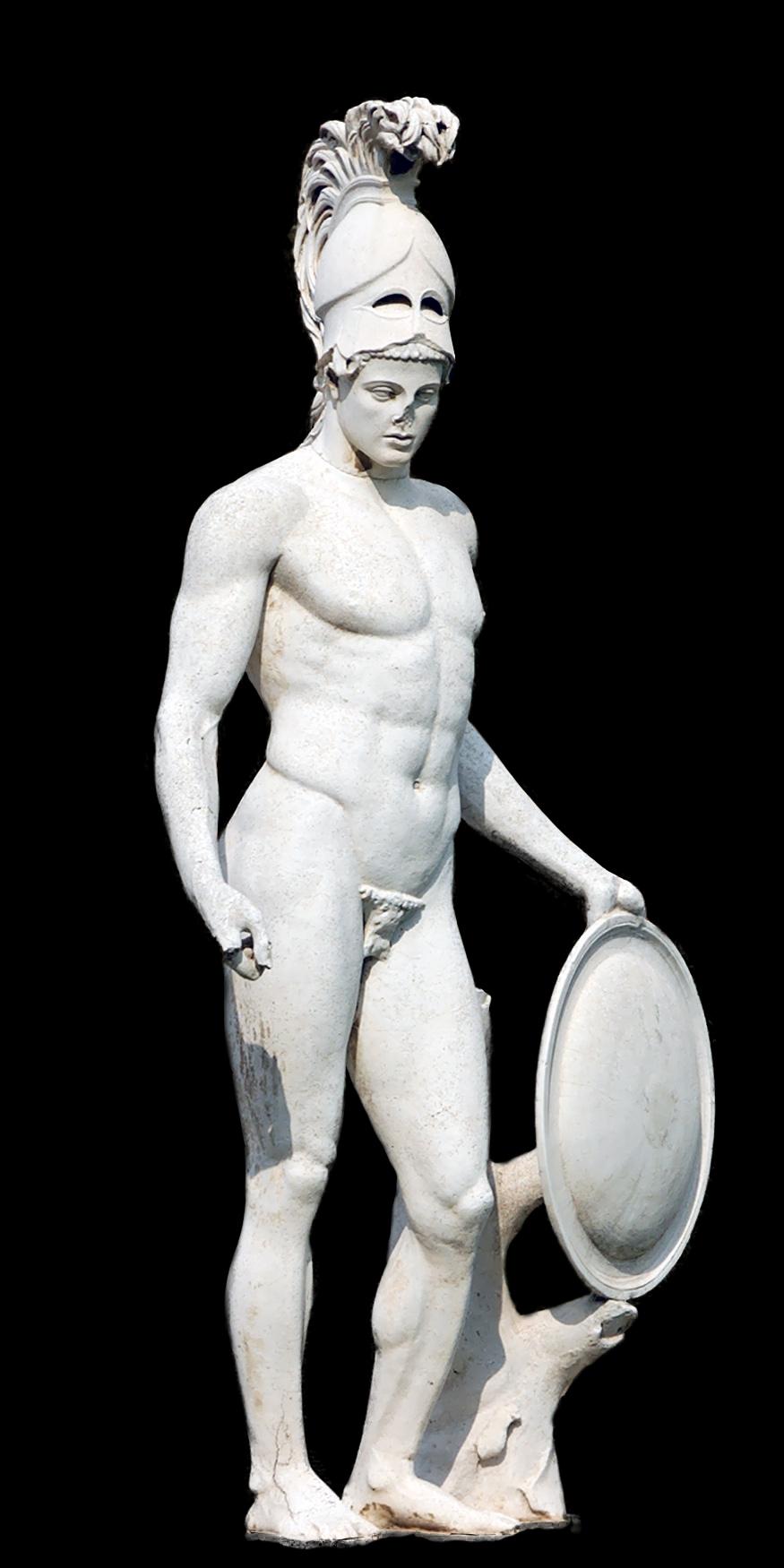
하드리아누스의 빌라에 있는 그리스 원본을 모방한 로마 조각상의 주조물이다. 전통적으로 아레스로 식별되었다.

아레스(그리스어: Άρης, 영어: Ares)는 그리스 신화에 나오는 전쟁의 남신이다. 로마 신화의 마르스와 동일시된다. 제우스와 헤라 사이에서 태어난 아들이며 헤파이스토스와는 형제지간이다. 올림포스의 12신의 두 번째 세대 <제우스의 차남>에 속한다. 창, 칼, 방패, 놋쇠 갑옷, 전차, 독수리가 대표적 상징물이다.
같은 전쟁신이자 이복누나인 아테나가 전략과 방어를 중시하는 것과는 반대로 전쟁의 광란과 학살, 파괴적인 측면을 상징하였는데, 호전적인 성격과 사나운 성미를 가지고 있어서 다른 신들로부터 미움을 받았다. 전투가 벌어지는 곳마다 네 마리의 군마가 끄는 전차를 타며 나타나 무시무시한 소리를 질러 적군을 두려움에 떨게 하였다.
아레스는 본래 트라키아 지방에서 숭배되었던 남신으로 전해지며, 그리스의 일부 북부 지역에서만 숭배되었다. 스파르타에서는 중요한 주신으로 숭배되어 초기에는 전쟁 포로를 아레스에게 제물로 바치기도 하였으며, 라코니아의 게론트라이에서 열린 그의 축제 기간에는 여자들이 신성한 숲에 들어가는 것이 허용되지 않았다. 이와 반면에 테게아의 여자들은 그를 기나이코토이나스(Gynaikothoinas)라 칭하여 제물을 바치고 찬양하였다. 아테네에서는 아레오파고스 기슭에 아레스에게 봉헌된 신전이 있었다.
모든 신들은 그를 좋아하지 않았으며, 심지어 부모인 제우스와 헤라, 이복 동생 영웅 헤라클레스(친누이 헤베의 남편) 역시 그를 싫어했다고 한다. 하지만 그의 애인이었던 아프로디테와 불화의 여신인 에리스, 그의 숙부이자 지하 세계의 왕 하데스는 그를 좋아했다고 한다.

## 신화

### 아프로디테

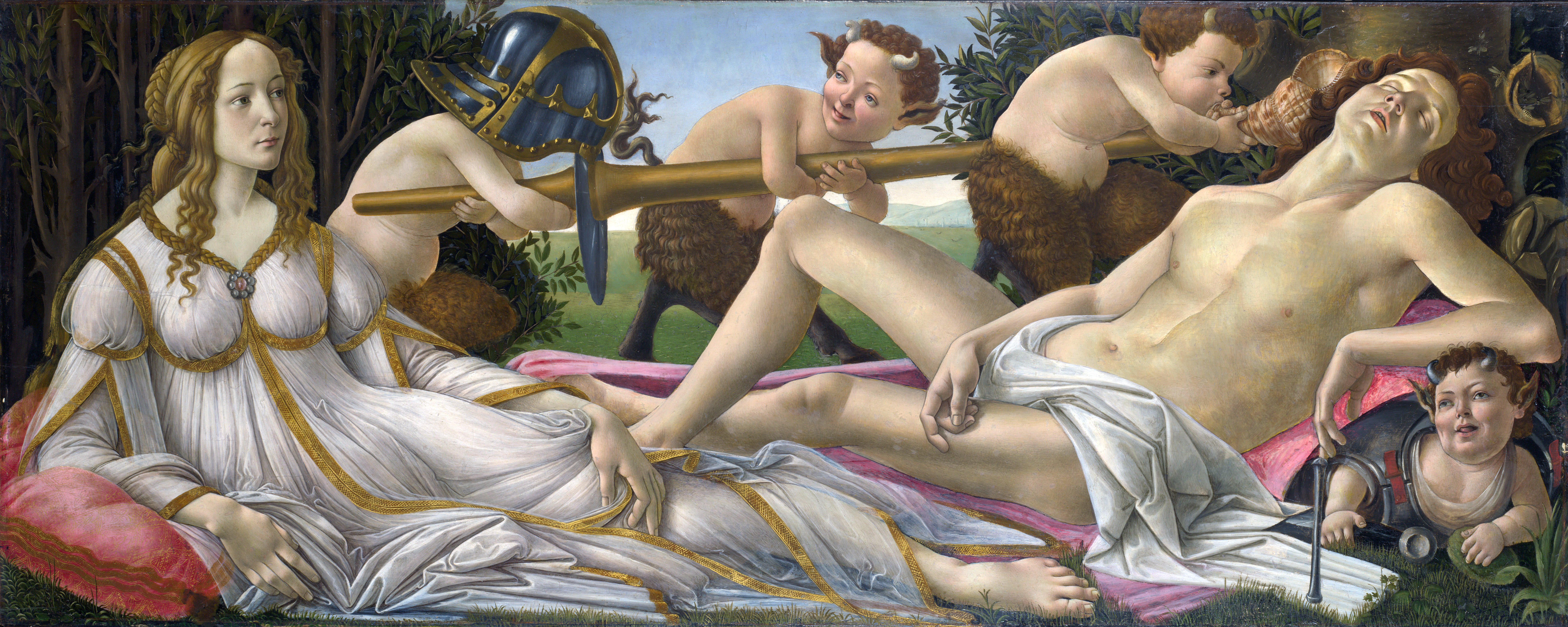
비너스와 마르스, 보티첼리

호전적인 성격임에도 아름다운 외모를 가진 아레스는 사랑과 미의 여신 아프로디테의 사랑을 받았다. 아레스는 아프로디테와 함께 그녀의 남편인 대장장이 신 헤파이스토스를 피해 자주 밀회를 즐겼다. 한번은 사랑을 나누던 중 헤파이스토스가 미리 설치한 그물에 걸려 다른 신들로부터 망신을 당하였는데, 이런 일이 있은 후에도 계속 교제를 하였다. 서로에 대한 관리도 철저하였는데, 아프로디테가 아도니스에게 반하자 아레스는 멧돼지로 변하여 그를 받아 죽이고, 아프로디테는 에오스가 아레스를 사랑하는 것을 알게 되자 그녀가 사랑하게 되는 인간은 모두 죽는 저주를 내린다.
아레스는 아프로디테와의 사이에서 공포를 뜻하는 포보스와 두려움을 뜻하는 데이모스, 에로스, 하르모니아를 낳았다. 에로스는 아프로디테와 에로스의 관계를 설명하기 위해 후에 추가된 것이라고도 한다.

### 전쟁의 동행
아레스는 아프로디테와의 사이에서 낳은 쌍둥이 형제인 포보스와 데이모스를 전쟁터로 데리고 다니며 살육을 할 때마다 적군에게 공포심을 심어주었다. 불화의 신 에리스와 그의 자식들, 전쟁의 신 에니오, 죽음의 신들 케레스도 이들과 함께 전쟁터를 돌아다녔다.

### 아레스의 언덕
아레스는 아테네의 왕 케크로프스의 딸 아글라우로스 사이에서 낳은 딸 알키페를 포세이돈의 아들 할리로티오스가 겁탈하자 그를 때려 죽였다. 이 사건으로 인해 포세이돈이 아레스를 고소하여 이해당사자들을 제외한 올림포스 신들로 구성된 재판이 열리게 되었고, 논의 결과 증거 불충분을 이유로 아레스에게 무죄가 선포되었다. 그 뒤 이 재판을 기념하기 위해 재판이 열린 언덕을 아레스의 언덕이라는 뜻의 아레이오스 파고스라고 부르게 되었다. 고대 그리스인들은 종교와 살인에 관한 범죄를 심판하기 위한 법정을 아레이오스 파고스에서 열었다. 오늘날에도 그리스의 최고 법원을 아레이오스 파고스라고 부른다.

### 일리아스
호메로스의 일리아스에서는 동료 신들과 심지어 부모조차도 아레스를 좋아하지 않았다 전하며 그를 미치광이, 악의 화신, 파괴자, 피투성이의 살인마로 묘사한다. 서사시에서 수록된 트로이 전쟁에서 신들은 이해관계에 따라 개별적으로 전투에 개입하였는데, 아레스는 정의와 명분, 특별히 정해진 진영이 없이 잔인한 전투를 즐기며 많은 살육을 하고자 하였다. 그러던 중 트로이의 편에 서게 된 아레스에게 그리스군이 고전하자, 그리스의 편에 서있던 아테나는 역시 같은 편인 헤라의 명령으로 디오메데스에게 힘을 불어넣어 주어 그가 창으로 아레스의 복부에 상처를 입히도록 한다. 제우스는 아레스가 부상을 당한 채 큰 소리로 울며 돌아오자 이렇게 호통을 친다. "이 변절자야, 나는 올림포스의 신 중 네가 가장 밉다. 너는 전쟁과 싸움 밖에는 모르는구나." 더구나 아테나 역시 이복남동생인 아레스에게 이렇게 말했다. "넌 포악하고 사나워서 가까이 하기 어렵구나. 그 형님이신 헤파이스토스가 모든 면에서 차라리 낫다."

## 같이 보기
- 그리스 신들의 가계도
- 안토니노스 리베랄리스
- 비블리오테케
- 티모시 간츠
- 헤시오도스
- 호메로스
- 가이우스 율리우스 히기누스
- 논노스
- 파우사니아스 (지리학자)